# Мерген Бабасулы
Ме́рген баты́р Бабасу́лы (каз. Мерген батыр Бабасұлы; настоящее имя — Тенизба́й (каз. Теңізбай); 1691 в нынешнем Джангельдинском районе Костанайской области — 1754, там же) — казахский батыр, бий, мастер красноречия. Известный глава рода Аргын в XVIII веке. Вместе с Шакшак Жанибеком возглавил войско против джунгар. За проявленный героизм получил прозвище «мерген» (с каз. — «снайпер»). В Анракайской битве получил тяжёлое ранение. Вместе с Шакшак Жанибеком, принял участие в примирении, просил выйти на компромисс Койгельды-батыра, когда он захватил русский караван, и взял в плен русского посла Карла Миллера. Потомки Мерген батыра живут в Джангельдинском районе Костанайской области. Похоронен в городе Туркестан, в Мавзолее Ходжи Ахмеда Ясави.

## Биография

### Происхождение
Мерген-батыр родился в нынешнем Джангельдинском районе Костанайской области. Происходит из рода Айдерке, племени Аргын.
Отец Мерген-батыра — Бабас би, был авторитетным аксакалом, решавший споры среди Аргынов и Кыпшаков, кочевавших между реками Тургай и Тобол. К Бабас би также обращались представители Младшего жуза за решением своих спорных вопросов, которые он решал справедливо. Ныне в Джангильдинском районе есть место, названное его именем «Бабастың боз қыры» (с каз. — «Белый холм Бабаса»). Могила Бабас бия расположена на вершине высокого холма и с расстояния конного разбега, видна издалека, проходящим мимо людям. Жакан Косабаев, бывший в своё время акимом Тургайской области, в своей книге «Атамекен ақиқаты», посвящённой истории края, писал: «Мерген батыр, является первенцем от старшей жены знаменитого Бабас бия, потомка Айдерке, рода Токал Аргын в Торгайской области. Его родственниками со стороны матери, является род Албан Старшего Жуза».

### Военная деятельность
В 1729—1730 годах, Мерген-батыр участвовал в Анракайской битве, сражаясь против джунгар и получил тяжёлое ранение, тем самым отражая свою преданность и силу во время войны с Джунгарским ханством. Мерген-батыр был близким сподвижником Шакшак Жанибека, ведя за собой свой род.
В 1753—1754 годах, Мерген-батыр совершил свой последний военный поход на реку Яик, против калмыков. В источниках указывается, что в 1753 году объединённое 20-тысячное войско казахов Среднего и Младшего жузов, совершили нападение на калмыков у берегов реки Волга и реки Яик. Вернувшиеся с победой казахские воины, несмотря на то, что привезли с собой множество военных трофеев, в битве с калмыками понесли не мало потерь.

### Смерть
Казахи и после этого организовали несколько походов против калмыков. По свидетельству Западно-Казахстанского писателя-краеведа Н. Абуталиева: «Батыры из рода Токал Аргын Среднего жуза Караман Богенбай, Мерген, Айдерке Отей и Бармак батыр из рода Уак, пошли в поход с 15-тысячным войском, на помощь казахам Младшего жуза против туркменов и калмыков. Караман батыр и Утей батыр приняли мученическую смерть в этом военном походе. Отей был похоронен на территории нынешнего Кызылкогинского района Атырауской области, Богенбай батыр был похоронен на возвышенности, на берегу реки Яик».
Тяжело раненого Мерген-батыра, доставили из Акжайыка в Тургай, расположив его между двух нар верблюда, при этом расстелив одеяла и накрыв его в несколько слоев из войлока.
Осенью 1754 года, впоследствии тяжёлых ранений, Мерген батыр умер. Похоронен в Мавзолее Ходжи Ахмеда Ясави.

## Потомки
Всего у Мерген-батыра было шесть сыновей:
- Куандык (каз. Қуандық) — первый сын
- Сагындык (каз. Сағындық) — второй сын
- Баймырза (каз. Баймырза) — третий сын
- Бозша (каз. Бозша) — четвёртый сын
- Беркимбай (каз. Беркімбай) — пятый сын
- Нокай (каз. Ноқай) — шестой сын

### Известные потомки
- Токе-би Суттибайулы
- Токин Смагул
- Токин Нурмагамбет
- Токин Хакимбек
- Капак Амантайулы
- Гафу Каирбеков

## Галерея

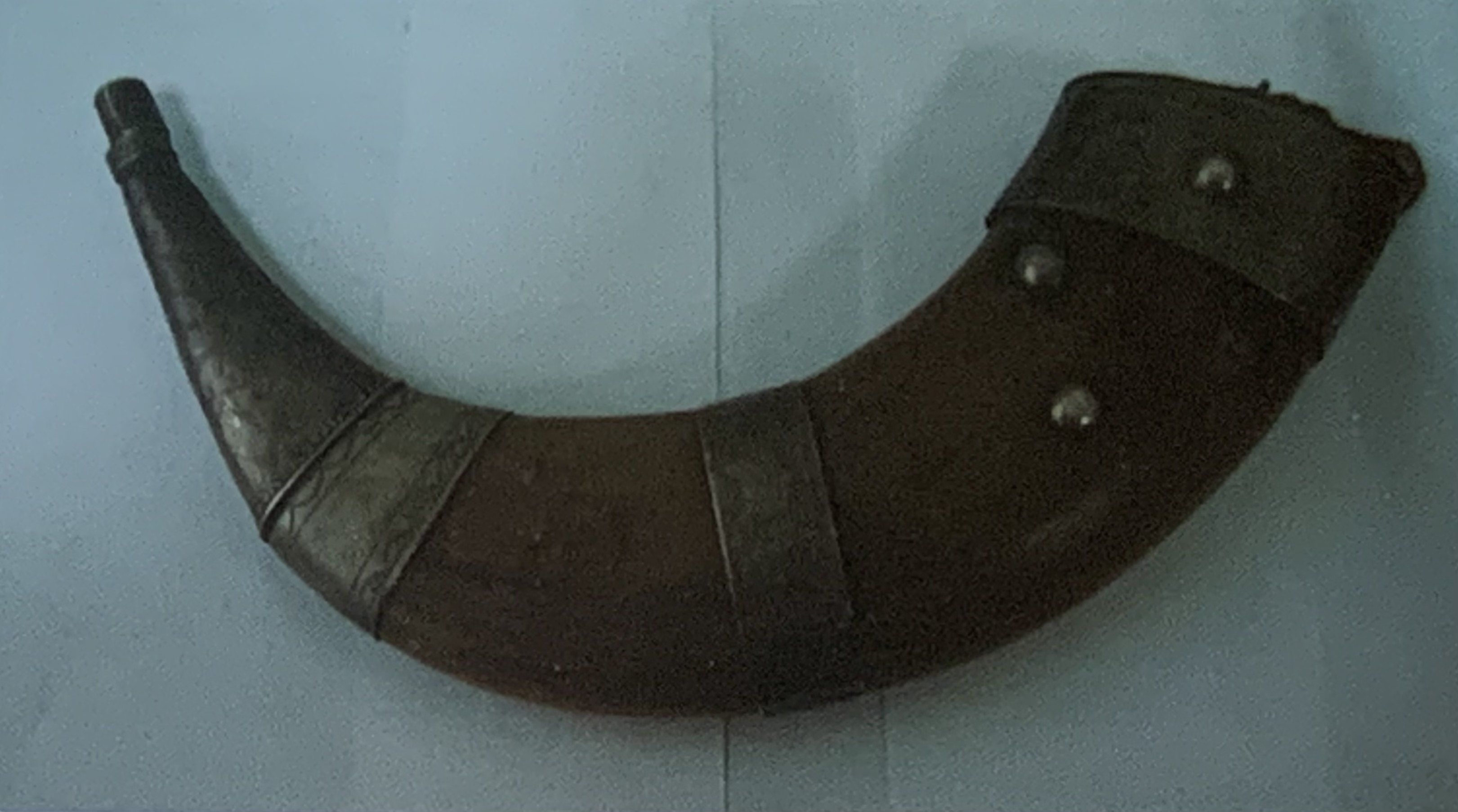
Рожок (табакерка) Мерген батыра